# チャーミー中元
チャーミー中元（ちゃーみーなかもと、本名:中元 晴康（なかもと はるやす）、1977年9月3日 - ）は、男性パチンコライター。

## 略歴・人物
東京都生まれ、茨城県育ち。
ゲイであることを公表しており「“おゲイ”（パチンコ）ライター」と自称している。ゲイを自覚したのは高校生の頃で、好きなタイプは、ガチムチ・ガチポチャ体型の男性。
元々パチンコ・パチスロライターに興味があり業界で働きたいと思っていところ、知り合いからリスキー長谷川を紹介され、リスキーの個人事務所でアルバイトを始める。当初は電話番などをしていたが少しずつライターの仕事を貰うようになり、後に『パチンコオリジナル実戦術』（ガイドワークス）を紹介され2004年にライターとしてデビュー。
「チャーミー中元」のペンネームはリスキーが名付け親。当時リスキーがモーニング娘。のファンで、石川梨華の愛称“チャーミー”を引用（「中元」は本名）。
『パチンコオリジナル実戦術』『パチンコ実戦ギガMAX』でのライターの活動の他、テレビやネットのパチンコ・パチスロ番組に多数出演。決め台詞は「エレガンス」。
年齢非公開だったが、40歳になったのを機に公表した。
新たな挑戦として舞台『まわれ!無敵のマーダーケース 2023』（2023年3月29日 - 4月2日、テアトルBONBON）に本名の「中元晴康」で出演。

## 主な出演番組

### テレビ
- 今夜もドル箱!!（2008年10月 - 2011年3月、テレビ東京） - 番組初のレギュラー出演ライター
- ういちとヒカルのおもスロい人々 #19,#20（パチ・スロ サイトセブンTV）
- パチンコLABシリーズ（2012年5月 - 2021年3月、フジテレビONE） - 1st - 9th seasonに出演（2nd seasonは準レギュラー出演）
- 王庭伝説増刊号（2018年2月 - 、テレビ埼玉）
- マネーのカマ豚 〜メス豚出場権争奪パチバトル〜（2018年2月 - 3月、パチ・スロ サイトセブンTV）
- マツコ会議（2019年3月30日、日本テレビ）
- パチンコバトル～渋谷でキャノンボール大決戦～（2021年4月1日、スカチャン1・CS801）[3]

### ネット
- チャーミー中元の新台ヴァージン（2013年4月 - 2014年8月、V-PRESS動画）
- トライブチャンネル with チャーミー中元
- チャーミー中元のClub喜Do楽楽